# Гърбнорога риба
Гърбнорогите риби (Acanthostracion polygonius) са вид животни от семейство Ostraciidae.
Таксонът е описан за пръв път от Фелипе Поей през 1876 година.